# 獨立書店
獨立書店（independent bookstore）一詞通常用於一間主要以當地人擁有、經營的書店。這種書店可以構建為獨資企業、少數人持股公司或合作夥伴（即少數股東或合作夥伴）、合作社或非營利組織。這種書店可與當地社區有緊密的結合，並可經常和非營利社群活動接觸，而且可幫助培養年輕作家。獨立書店的書的選擇往往較連鎖書店的選書較為深奧或偏向非主流市場，所以獨立書店有部份的書是創作者個人出版的書。獨立書店可以是連鎖書店的相反詞。
在Amazon.com等網路書店、連鎖書店、出版商的競爭之下，在過去的十年中，已經有數以千計的獨立書店因為財務的問題，面臨倒闭的命運，其中不乏高知名度的獨立書店（例如美國加州舊金山柏克萊電報街的科迪書店<Cody's Books>）。在某些例子中，有社群團體發起保留面臨關店壓力的獨立書店的活動。

## 著名的獨立書店
- 莎士比亞書店（英語：Shakespeare and Company）：位於法國巴黎，成立於1920年代。
- 城市之光（英語：City Lights）：位於美國加州舊金山，成立於1953年。
- 沃特金斯書店（英語：Watkins Books）：位於英國倫敦，成立於1893年。
- 銅鑼灣書店：位於中国香港島銅鑼灣，成立於1994年。
- 序言書室

## 北京的獨立書店
- 思想
  - 单向街图书馆，
  - 万圣书园
- 生活
  - 读易洞
  - 朴道草堂
- 女性
  - 雨枫书馆
- 儿童
  - 七楼书店
  - 蒲蒲兰绘本官方微博

## 香港的獨立書店
1. 一拳書店
2. 田園書店

## 衍生文化
梅格·萊恩和湯姆·漢克斯於1998年主演的電影電子情書中，梅格萊恩飾演一位童書獨立書店的經營者，書店的室內設計，是受到紐約曼哈頓的Books of Wonder書店啟發。此片為1940年的電影「街角商店 (電影)（The Shop Around the Corner）」的翻拍電影，電影名稱被導演諾拉·艾芙倫（Nora Ephron）借用為梅格·萊恩在劇中所經營的書店店名。
夢田文創邀請導演侯季然拍攝全台灣獨立書店的紀錄片《書店裡的影像詩》，第一季於2014年播出，每集3分鐘，總共40支紀錄短片，挖掘書店主人的自由靈魂。第二季於2016年播出，以影像喚起沉睡的記憶，挖掘40位書店主人的生活哲學、定格出此時此刻台灣的書店風貌。

## 外部連結
- 台灣獨立書店文化協會 （页面存档备份，存于）
- 台灣獨立書店聯盟 （页面存档备份，存于）
- 溫羅汀獨立書店聯盟臉書 （页面存档备份，存于）